# 中日本高速道路八王子支社
中日本高速道路八王子支社（なかにほんこうそくどうろ・はちおうじししゃ）は、中日本高速道路（NEXCO中日本）にかつて存在した支社の一つ。旧・日本道路公団東京第三管理局（その後の東京管理局西局・関東第二支社八王子管理局）の流れを汲んでいる。
2025年7月1日に中日本高速道路内の組織再編に伴い東京支社と統合され支社消滅となった。

## 支社所在地
〒192-8648
東京都八王子市宇津木町231
敷地内に笹子トンネル天井板落下事故（2012年）の犠牲者が載っていたワゴン車や犠牲者の遺品、実際に落下した天井板などを展示する「安全啓発館」がある。この啓発館は社員研修施設であり、一般公開はしていない。

## 管轄路線・事業所
中央自動車道を中心として、主に東京都多摩地区・山梨県・長野県中部のNEXCO管轄の高速道路・有料道路を管轄していた。
- 圏央道あきる野IC以北、長野道安曇野IC以北、長野県内の上信越道はNEXCO東日本関東支社の管轄。
- 中央道伊北IC以西はNEXCO中日本名古屋支社の管轄。

### 保全・サービスセンター
保全・サービスセンターは保全・サービス事業を担当している。かつて、中日本高速道路は保全・サービスセンターを管理事務所（○○管理事務所）と呼んでいた。
| 名称                         | 管轄路線                                                                             | 所在地                                                          | 備考  |
| ---------------------------- | ------------------------------------------------------------------------------------ | --------------------------------------------------------------- | ----- |
| 八王子保全・サービスセンター | 中央自動車道（高井戸IC-上野原IC） 圏央道（相模原IC-あきる野IC）                      | 〒192-0024 東京都八王子市宇津木町287-1（中央道八王子IC併設）    | ※1 ※2 |
| 大月保全・サービスセンター   | 中央自動車道（上野原IC-勝沼IC・大月JCT-河口湖IC） 東富士五湖道路（全線）             | 〒401-0015 山梨県大月市大月町花咲223（中央道大月IC併設）        |       |
| 甲府保全・サービスセンター   | 中央自動車道（勝沼IC-小淵沢IC） 中部横断自動車道（六郷IC-双葉JCT）                   | 〒409-3866 山梨県中巨摩郡昭和町西条2858（中央道甲府昭和IC併設） |       |
| 松本保全・サービスセンター   | 中央自動車道（小淵沢IC-伊北IC） 長野自動車道（岡谷JCT-安曇野IC）・安房峠道路（全線） | 〒390-0852 長野県松本市大字島立1347（長野道松本IC併設）         | ※3    |

- ※1 : 相模原ICは東京支社の管轄
- ※2 : あきる野ICはNEXCO東日本関東支社の管轄
- ※3 : 伊北ICは名古屋支社の管轄

### 工事事務所
| 名称             | 担当事業                                   | 所在地                                | 備考 |
| ---------------- | ------------------------------------------ | ------------------------------------- | ---- |
| 八王子工事事務所 | 中央道の付加車線設置（八王子市～相模原市） | 〒192-0907 東京都八王子市長沼町1305-3 |      |

JH時代は関越道（練馬IC - 水上IC）・上信越道（藤岡JCT - 信濃町IC）・長野道（安曇野IC - 更埴JCT）・圏央道（あきる野IC - 鶴ヶ島JCT）・北関東道（高崎JCT - 伊勢崎IC）も管轄していた。その後、民営化直前の2005年7月に東京管理局・東京管理局東局・東京管理局西局がそれぞれ関東第二支社（現在のNEXCO中日本東京支社）・関東第一支社（現在のNEXCO東日本関東支社）・関東第二支社八王子管理局（現在のNEXCO中日本八王子支社）に再編された際にこれらの路線は全て関東第一支社の管轄となり、民営化後はNEXCO東日本関東支社へ引き継がれた。
2019年7月1日、八王子工事事務所が東京支社から移管された。